# فيليب راسيل (أستاذ جامعي)
فيليب راسيل (بالإنجليزية: Philip Russell)‏ هو فيزيائي بريطاني، ولد في 25 مارس 1953 في بلفاست في المملكة المتحدة.